# L'Heure du crime (film, 1947)
Pour les articles homonymes, voir L'Heure du crime.
Pour plus de détails, voir Fiche technique et Distribution.
L'Heure du crime (Johnny O'Clock) est un film américain réalisé par Robert Rossen, sorti en 1947.

## Synopsis
Un joueur a été abattu à la sortie d'un casino par le policier Blayden qui a disparu. L'inspecteur Koch enquête sur ce meurtre auprès des relations de Blayden, en premier l'élégant Johnny O'Clock, exploitant minoritaire d'un casino associé à Marchettis. Les deux associés se connaissent de longue date, tout en ayant des caractères opposés : Marchettis est riche, impulsif et vulgaire, O'Clock est intelligent, attentif et prudent, résistant aux avances de l'épouse de Marchettis et songeant à quitter le casino. Johnny et la jeune Harriet Hobson, employée au casino et sous la coupe de Blayden, ignorent où se trouve ce dernier.
Koch poursuit son enquête, récupère un veston ensanglanté trouvé par des clochards, et précédemment nettoyé par un teinturier qui l'a reçu d'Harriet Hobdon. Pensant retrouver la piste de Blayden, il se rend chez Harriet, et la trouve morte dans sa chambre verrouillée, apparemment suicidée au gaz. Mais l'autopsie révèle qu'elle a été empoisonnée.
Kock soupçonne O'Clock ou Marchettis du double meurtre de Blayden et d'Harriet sans pouvoir le prouver et tente de les faire s'opposer. L'arrivée de Nancy Hobson, sœur d'Harriet, va être un souci supplémentaire pour O'Clock…

## Fiche technique
- Titre français : L'Heure du crime
- Titre original : Johnny O'Clock
- Réalisation : Robert Rossen
- Scénario : Robert Rossen et Milton Holmes
- Photographie : Burnett Guffey
- Montage : Al Clark et Warren Low
- Musique : George Duning
- Société de production : Columbia Pictures
- Pays d'origine : États-Unis
- Format : Noir et blanc - 1,37:1 - Mono
- Genre : Film dramatique, Film policier, Film noir
- Dates de sortie : 1947

## Distribution
- Dick Powell : Johnny O'Clock
- Evelyn Keyes : Nancy Hobson
- Lee J. Cobb : Inspecteur Koch
- Ellen Drew : Nelle Marchettis
- Nina Foch : Harriet Hobson
- Thomas Gomez : Guido Marchettis
- Mabel Paige : Slatternly Woman Tenant
- Phil Brown : Phil
- John Kellogg : Charlie
- Jim Bannon : Chuck Blayden
- Jeff Chandler : non crédité